# Suore della Divina Provvidenza (Baldegg)
Le Suore della Divina Provvidenza (in tedesco Schwestern von der Göttlichen Vorsehung in Baldegg) sono un istituto religioso femminile di diritto pontificio.

## Storia
La congregazione fu fondata il 2 febbraio 1830 a Baldegg, nel cantone di Lucerna, dai sacerdoti Josef Leonz Blum e Joseph Widmer per l'istruzione e l'educazione cristiana delle ragazze delle campagne. Le prime suore dell'istituto furono le sette sorelle Hartmann.
Nel 1842 le suore entrarono a far parte del terz'ordine di San Francesco e il loro istituto fu approvato da Josef Anton Salzmann, vescovo di Basilea, il 5 ottobre 1844.
A causa di contrasti tra il cantone di Lucerna e la Chiesa, il periodo tra il 1848 e il 1863 fu molto difficile per l'istituto, soppresso varie volte dalle autorità civili: un gruppo di suore si rifugiò a Cham, nel cantone di Zug, dove diede origine all'istituto delle olivetane benedettine.
La congregazione, aggregata all'ordine cappuccino dal 7 aprile 1906, ottenne il riconoscimento di istituzione di diritto pontificio nel 1964.

## Attività e diffusione
Le religiose si dedicano all'istruzione e all'educazione cristiana della gioventù e prestano servizio in ospedali e istituti per disabili.
Oltre che in Svizzera, le suore sono presenti in Bosnia, Repubblica Ceca, Etiopia, Papua Nuova Guinea, Tanzania; la sede generalizia è a Baldegg, presso Hochdorf.
Alla fine del 2011 la congregazione contava 286 religiose in 24 case.